# Bundeseinheitlicher Tatbestandskatalog für Verkehrsordnungswidrigkeiten
Der bundeseinheitliche Tatbestandskatalog für Straßenverkehrsordnungswidrigkeiten (BT-KAT-OWI) ist ein in Deutschland einheitlicher Standard für die elektronisch verschlüsselte Übermittlung von Verkehrsordnungswidrigkeiten der Behörden und Gerichte an das Kraftfahrt-Bundesamt als der das Fahreignungsregister führenden Stelle.

## Rechtsgrundlage und Bedeutung
§ 4 der Allgemeinen Verwaltungsvorschrift zur Datenübermittlung mit dem Verkehrszentralregister – VwV VZR – vom 16. August 2000 ermächtigt das Kraftfahrt-Bundesamt, im Einvernehmen mit den obersten Landesbehörden Standards für die Datenübermittlung zum Verkehrszentralregister zu schaffen, in denen die technischen Einzelheiten der Übermittlung festgelegt werden. Dadurch wurden die Länder vom Aufwand zur Pflege ihrer schriftlich geführten Tatbestandskataloge befreit. Durch die Zentralisierung sollte die Umsetzung gesetzgeberischer Entscheidungen über die Sanktionszumessung bei Verkehrsordnungswidrigkeiten nach der Bußgeldkatalog-Verordnung (BKatV) in die Praxis beschleunigt werden.
Der mehr als 400 Seiten umfassende BT-KAT-OWI trat am 1. Januar 2002 in Kraft. Er beinhaltet die gemäß § 4 Abs. 3 VwV VZR festgelegten Tatbestände inklusive der Tatbestandsnummern. Die im Tatbestandskatalog enthaltenen Tatbestände übernehmen die Regelungen der BKatV, gliedern die dort enthaltenen Tatbestandsbeschreibungen in häufige Begehungsvarianten auf, setzen die allgemeinen Erhöhungsregeln der BKatV bei Hinzutreten einer Gefährdung oder Sachbeschädigung um und stellen weitere Tatbestände auf, die die BKatV nicht berücksichtigt. Durch einzelne Ländererlasse gilt er in jedem Bundesland. Das KBA übernimmt die Aktualisierung des BT-KAT-OWI. Die 14. Auflage ist am 9. November 2021 in Kraft getreten.  
Der BT-KAT-OWI ist für die Beamten des Polizeivollzugsdienstes in den Bundesländern und die Mitarbeiter der kommunalen Bußgeldbehörden das wichtigste Handwerkszeug im automatisierten Bußgeldverfahren zur Ahndung von Verkehrsverstößen.
Der BT-KAT-OWI ist eine verwaltungsinterne Richtlinie (Verwaltungsvorschrift), die keine Bindungswirkung für das Gericht entfaltet und keine eigenständige Rechtsgrundlage für die Höhe einer festzusetzenden Geldbuße darstellt. Diese richtet sich allein nach der als dem Tatbestandskatalog „übergeordnet“ anzusehenden BKatV. Der BT-KAT-OWI dient nur der vereinfachten Umsetzung der Bußgeldkatalog-Verordnung insbesondere im Hinblick auf die einzelnen Tatbestandsbezeichnungen sowie den damit verbundenen Eintragungszwecken in das Fahreignungsregister. Mitteilungen gem. § 28 Abs. 3 Nr. 3 StVG über rechtskräftige Entscheidungen wegen einer Ordnungswidrigkeit sind mit der Tatbestandsnummer des Kataloges an das Fahreignungsregister zu übermitteln.

## Tatbestände

### Erfasste Tatbestände
Der BT-KAT-OWI enthält Verstöße gegen folgende Vorschriften:
- Straßenverkehrsordnung
- Fahrerlaubnis-Verordnung
- Straßenverkehrs-Zulassungs-Ordnung
- Straßenverkehrsgesetz für Verstöße im Zusammenhang mit Alkohol und anderen Drogen
- Ferienreiseverordnung für Verstöße z. B. gegen das Sonntagsfahrverbot
- Gefahrgutverordnung Straße, Eisenbahn und Binnenschifffahrt
- Mobilitätshilfenverordnung für Verstöße im Zusammenhang mit elektronischen Mobilitätshilfen
- Fahrzeug-Zulassungsverordnung

Der Tatbestandskatalog enthält die überwiegende Anzahl der im Massenverfahren auftretenden Tatbestände. Mitteilungen über Ordnungswidrigkeiten nach diesen Vorschriften sind mit der Tatbestandsnummer des BT-KAT-OWI (TBNR) an das Fahreignungsregister zu übermitteln. Die TBNR besteht aus 6 Ziffern und setzt sich zusammen aus der Vorschrift, in der die Ordnungswidrigkeit enthalten ist (Ziffer 1), dem Paragrafen des Tat- bzw. Grundtatbestandes (Ziffer 2 und 3) sowie der Kenn-Nummer des Einzeltatbestandes (Ziffer 4, 5 und 6). 
Beispiele: 
- TBNR 101006: Sie gerieten ins Schleudern und verursachten Sachschaden. § 1 Abs. 2, § 49 StVO; § 24 Abs. 1, 3 Nr. 5 StVG;
- TBNR 228100: Sie führten ein Kraftfahrzeug, ohne die Auflagen zur ausländischen Fahrerlaubnis zu beachten. § 28 Abs. 1, § 75 FeV; § 24 Abs. 1, 3 Nr. 5 StVG; 169 BKat
- TBNR 334802: Sie führten als Halter den Kraftomnibus mit Fahrgästen, obwohl die zulässige Achslast überschritten war. § 34 Abs. 3, § 31d Abs. 1, § 69a StVZO; § 24 Abs. 1, 3 Nr. 5 StVG; 198.1.6 BKat; § 3 Abs. 2, 4 BKatV

Ist keine Tatbestandsnummer für einen festgestellten Verstoß einschlägig, so ordnet die Bußgeldbehörde diesen Fall einer gleichgewichtigen Tatbestandsnummer zu und legt anhand des Bußgeldkatalogs das gleichgewichtige Bußgeld fest. Im internen Verkehr unterrichtet die Bußgeldbehörde in diesem Fall das Kraftfahrt-Bundesamt, damit gegebenenfalls eine neue Auffangtatbestandsnummer gebildet wird.

### Abgrenzung von Regel- und Grenzfällen
Die Höhe der Geldbußen und Verwarngelder ergibt sich allein aus der BKatV, die insoweit Zumessungscharakter hat. 
Abgrenzungsfragen zwischen den unterschiedlichen Tatvarianten können sich auf die mit der Tat verwirkten Rechtsfolgen und damit auf die von der Ahndungsmaßnahme betroffene Person auswirken. So ist etwa von entscheidender Bedeutung, ob im Ergebnis noch ein Verwarnungsgeld ausgesprochen werden kann oder ob für den Verstoß ein Bußgeld fällig wird, mit dem die Eintragung von Punkten im Fahreignungsregister verbunden ist. Nicht jeder Fall, der auf den ersten Blick unter eine bestimmte Tatbestandsnummer fällt, muss zu der dort vorgesehenen Regelsanktion führen. Besondere Umstände können dazu führen, von der Regelbuße abzuweichen (§ 17 OWiG, § 28a StVG). Das vorgesehene Verwarnungs- oder Bußgeld kann deshalb auch erhöht oder ermäßigt werden. Geht der Grundtatbestand von einer fahrlässigen Begehung aus, im konkreten Fall gehen die Behörde oder das Gericht aber von einer vorsätzlichen Begehung aus, führt dies häufig zu einer Verdoppelung des Bußgelds, das für die fahrlässige Begehung vorgesehen ist. Entsprechende Erwägungen sind dann in der Mitteilung an das KBA zu vermerken.

## Kritik
Der Tatbestandskatalog entspricht oft nicht den jeweils geltenden Vorschriften, weil Neuauflagen seltener erfolgen als Änderungen seiner gesetzlichen Grundlagen. Zusätzlich ergeben sich immer wieder redaktionelle Fehler bei der Einarbeitung der Änderungen, die erst in der darauffolgenden Neuauflage behoben werden können. Der große Umfang des Dokuments kann zu Fehlanwendungen führen, zum Beispiel, wenn der vorliegende Fall falsch eingeordnet wird.